# Aeropyrum pernix
Aeropyrum pernix ist eine Spezies (Art) von extremophilen Archaeen im Phylum Thermoproteota (früher „Crenarchaeota“). Die ersten Exemplare dieser obligatorisch thermophilen Art wurden aus Sedimenten im Meer vor der Küste Japans isoliert.

## Entdeckung
Aeropyrum pernix ist die erste streng aerobe und gleichzeitig hyperthermophile Archaeenspezies, die entdeckt wurde. Sie wurde damals aus heißen Meeressedimenten und Schloten isoliert, die 1996 in eine Solfatar-Fumarole auf der Insel Kodakara-jima, Tokara-Inseln im Süden Japans, geprobt wurden.

## Genomstruktur

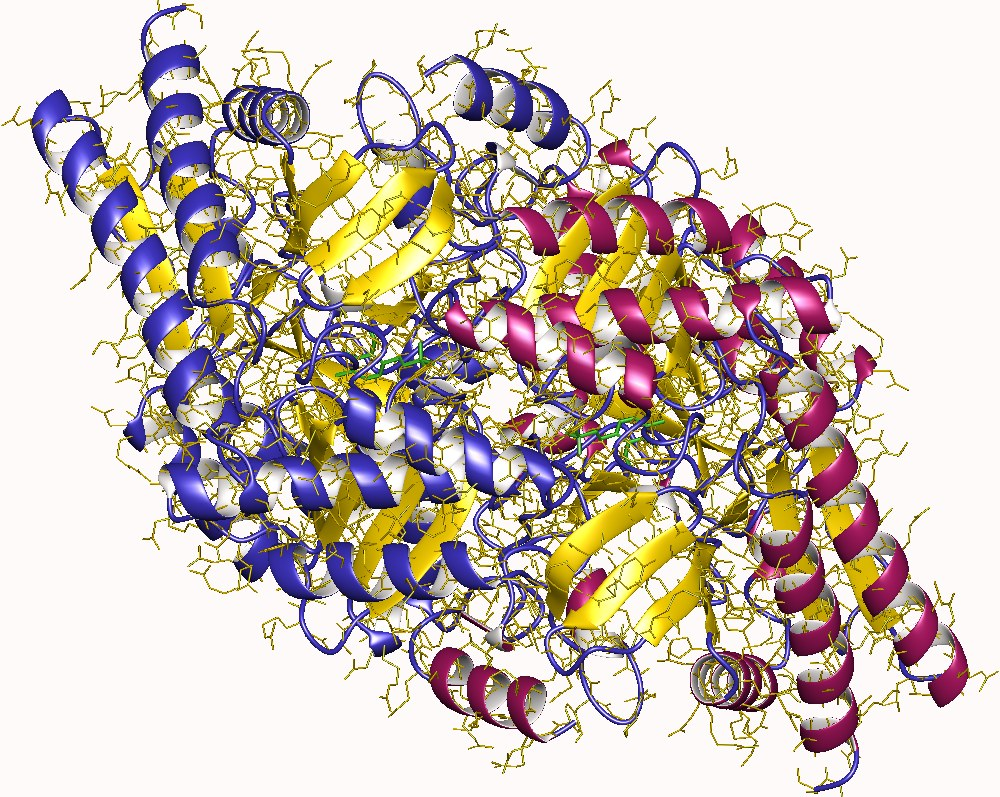
Komplex aus Glutamat-1-Semialdehyd-2,1-Aminomutase-Homodimer + 2 PMP (Pyridoxaminphosphat, grün) von Aeropyrum pernix

Das vollständige Genom von Aeropyrum pernix, Stamm K1, wurde 1999 sequenziert. Es ist 1.669 kbp (Kilobasenpaare) groß, wobei 2.694 mögliche Gene entdeckt wurden.
Dabei wurden alle Gene des Citratzyklus (alias TCA-Zyklus) gefunden, mit Ausnahme des Gens für die α-Ketoglutarat-Dehydrogenase. Stattdessen wurden die Gene identifiziert, die für die beiden Untereinheiten der 2-Oxosäure:Ferredoxin-Oxidoreduktase kodieren. Dies wurde auch bei Archaeen der Familie Sulfolobaceae in der Thermoprotei-Ordnung Sulfolobales beobachtet (siehe Sulfolobaceae §Genomstruktur).

## Eigenschaften
Die Zellen von Aeropyrum pernix sind kugelförmig (kokkoid) bei einem Durchmesser von etwa 1 μm. Die Hülle, die die Zellen von A. Pernix umgibt, ist etwa 25&nbbsp;nm dick. Die Organismen wachsen bei Temperaturen zwischen 70 und 100 °C (mit einem Optimum 90 bis 95 °C) und bei einem pH-Wert von 5 bis 9 (Optimum pH 7). Der Salzgehalt sollte bei 1,8 bis 7 % (Optimum 3,5 %) liegen.
Ein Wachstum der Organismen wird bei unter 68 C oder über 102 °C nicht mehr festgestellt.
Unterhalb von 1,5 % Salzgehalt lysieren die Zellen infolge eines osmotischen Schocks. Die Zellen von A. pernix sind empfindlich gegenüber Chloramphenicol, aber unempfindlich gegenüber Ampicillin, Vancomycin und Cycloserin. Sie wachsen gut auf eiweißhaltigen Substanzen, wobei die Verdopplungszeit unter diesen Bedingungen etwa 200 Minuten beträgt.
Da dieser Spezies die Gene für die Biosynthese von Purinnukleotiden fehlen, ist sie zur Deckung ihres Purinbedarfs auf Quellen in der Umwelt angewiesen.

## Namensherkunft
Der Gattungsname Aeropyrum leitet sich ab von altgriechisch ἀήρ āḗr, deutsch ‚Luft‘ und πῦρ pŷr, deutsch ‚Feuer‘, was auf die aerobe und hyperthermophile Lebensweise des Organismus bezieht.
Das Art-Epitheton pernix ist lateinisch und bedeutet ‚flink‘, ‚aktiv‘, ‚wendig‘, dies weist auf hohe Beweglichkeit hin, die die Zellen bei der mikroskopischen Untersuchung gezeigt hatten.

## Viren
Aeropyrum pernix wird (u. a.) von Viren zweier Gruppen parasitiert, den tropfenförmigen Guttaviridae und den stäbchenförmigen Clavaviridae.

### APOV1 (Guttaviridae)
Aeropyrum pernix ovoid virus 1 (APOV1), Spezies: Betaguttavirus kodakarajimaense.

### APBV1 (Claviviridae)
Aeropyrum pernix bacilliform virus 1 (APBV1), Spezies Clavavirus yamagawaense.

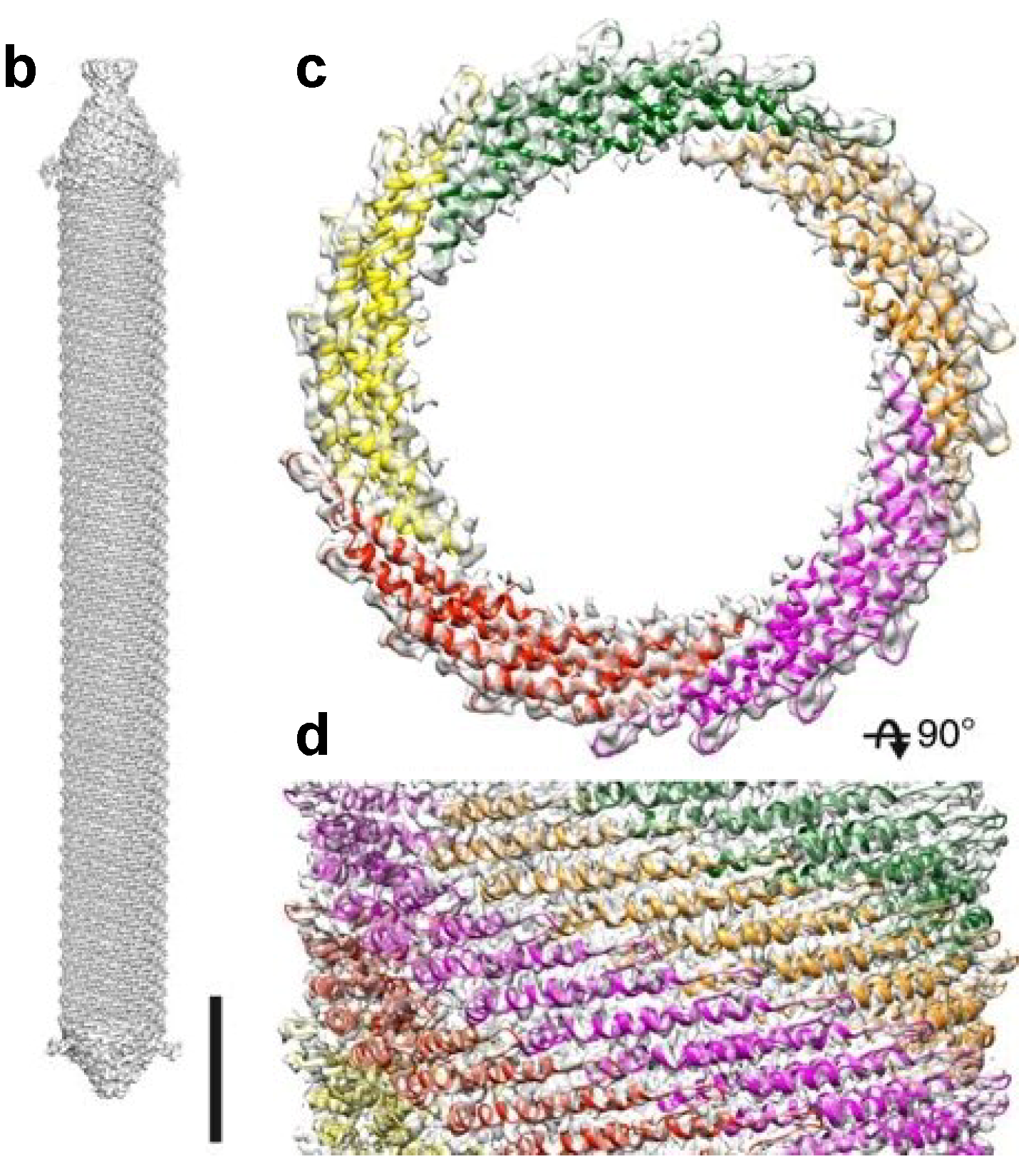
3D-Rekonstruktion der Virionstruktur von APBV1. b 3D-Modell des Virions (Seitenansicht); Balken: 10 nm. Draufsicht c und Seitenansicht d der APBV1-Oberfläche und Modell des Hauptkapsidproteins VP1.[A. 1]
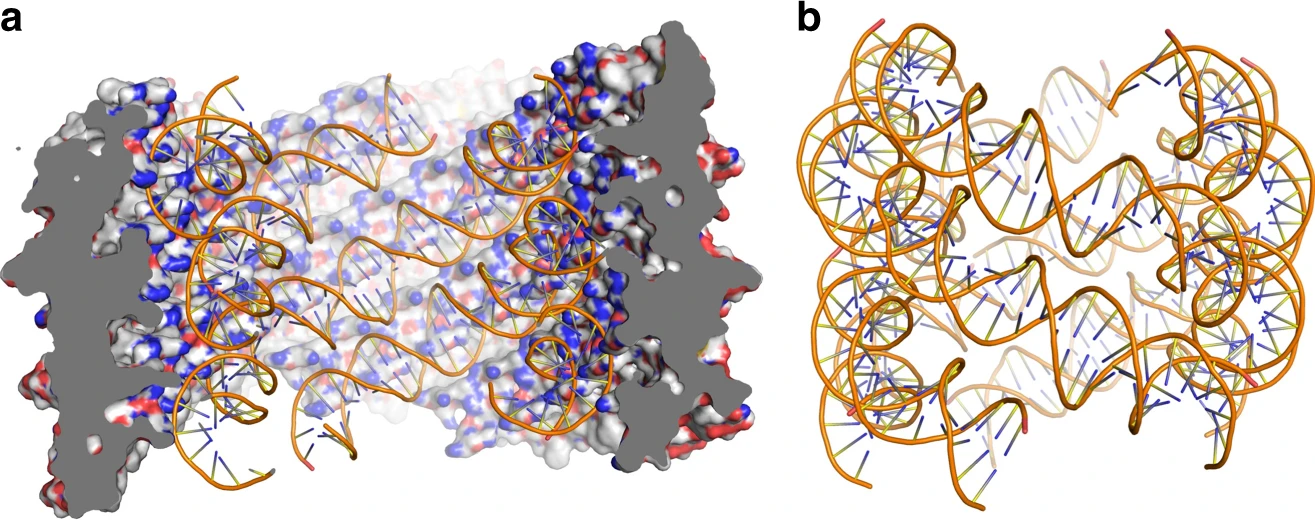
Die APBV1-DNA nimmt die Form einer linkshändigen Superhelix an. a Oberfläche von APBV1, vom Inneren des Virions aus gesehen. b Modell der APBV1-DNA, die eine linkshändige superhelicale Organisation zeigend
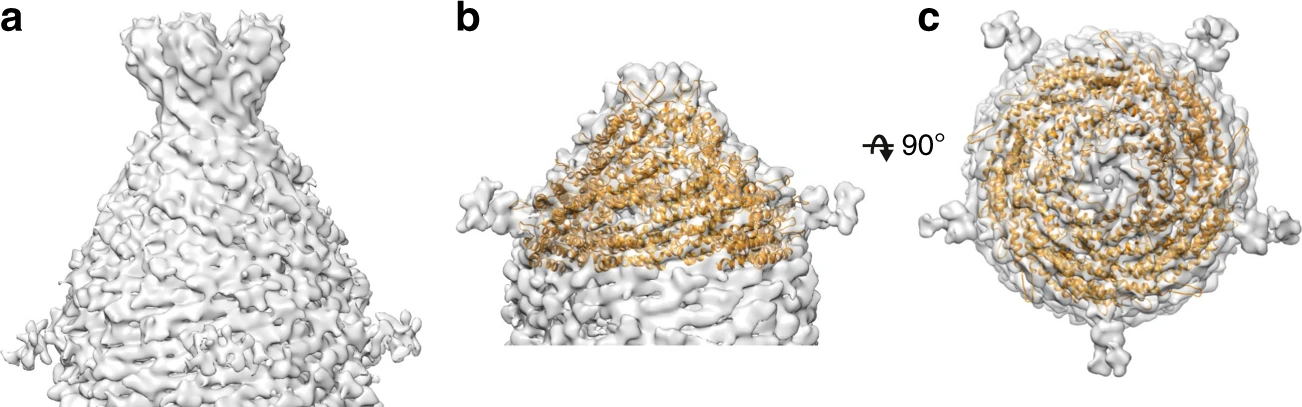
Rekonstruktion der APBV1-Kappenstruktur[A. 2]
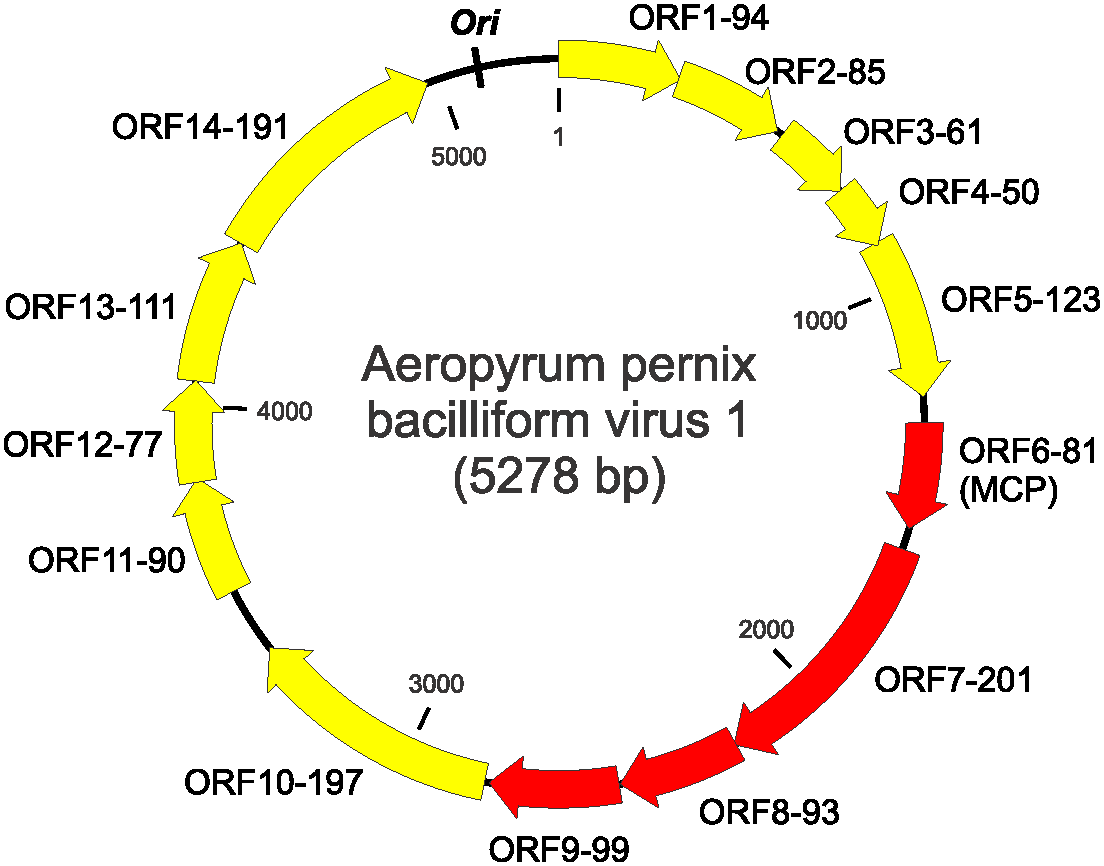
Genomkarte von ABPV1

## Weiterführende Literatur
- Mohammad Wadud Bhuiya, Jimmy Suryadi, Zholi Zhou, Bernard Andrew II Brown: Structure of the Aeropyrum pernix L7Ae multifunctional protein and insight into its extreme thermostability. In: Acta Crystallographica, Section F, Band 69, Nr. 9, 5. August 2013, S. 979–988; doi:10.1107/S1744309113021799, PMC 3758144 (freier Volltext), PMID 23989144 (englisch).
- Takashi Daifuku, Takashi Yoshida, Kitamura Takayuki, Satoshi Kawaichi, Takahiro Inoue, Keigo Nomura, Yui Yoshida, Sotaro Kuno, Yoshihiko Sako: Variation of the Virus-Related Elements within Syntenic Genomes of the Hyperthermophilic Archaeon Aeropyrum. In: Applied and Environmental Microbiology, Band 79, Nr. 19, 19. Juli 2013, S. 5891–5898; doi:10.1128/AEM.01089-13, PMC 3811351 (freier Volltext), PMID 23872576 (englisch).
- Jan Kejžar, Polona Mrak, Ilja Gasan Osojnik Črnivec, Nataša Poklar Ulrih: Influence of archaeal lipids isolated from Aeropyrum pernix K1 on physicochemical properties of sphingomyelin-cholesterol liposomes. In: Biochimica et Biophysica Acta (BBA) - Biomembranes, Band 1866, Nr. 7, Oktober 2024, S. 184374; doi:10.1016/j.bbamem.2024.184374 (englisch).
- Pyung Cheon Lee, Benjamin N. Mijts, Ralf Petri, Kevin T. Watts, Claudia Schmidt-Dannert: Alteration of product specificity of Aeropyrum pernix farnesylgeranyl diphosphate synthase (Fgs) by directed evolution. In: Protein Engineering Design & Selection, Band 17, Nr. 11, 16. Juni 2004, S. 771–777; doi:10.1093/protein/gzh089, PMID 15548566 (englisch).
- Ajda Ota, Dejan Gmajner, Marjeta Sentijurc, Natasa Poklar Ulrih: Effect of Growth Medium pH of Aeropyrum peering on Structural Properties and Fluidity of Archaeosomes. In: Archaea, Band 2012, Nr. 285152, 13. Juni 2012, S. 9; doi:10.1155/2012/285152, PMC 3384975 (freier Volltext), PMID 22778670 (englisch).
- Haruhiko Sakuraba, Takenori Satoura, Ryushi Kawakam, Kwang Kim, Yusuke Kara, Kazunari Yoneda, Toshihisa Ohshima: Crystal Structure of Novel Dye-linked L-Proline Dehydrogenase from Hyperthermophilic Archaeon Aeropyrum pernix. In: The Journal of Biological Chemistry, Band 287, Nr. 24, 16. April 2012, S. 20070–20080; doi:10.1074/jbc.M111.319038, PMC 3370190 (freier Volltext), PMID 22511758 (englisch).